# 이상은 (1933년)
이상은(1933년 6월 15일~)는 대한민국 제 17대 대통령 이명박의 맏형이자 이충우의 장남이다.

## 가족관계
- 증조부 이수발
- 증조모 여강 이씨
  - 조부 이종한(1857년~1940년)
  - 조모 문덕립(1882년~1968년)
    - 백부 이찬우(1898년~?)
    - 백모 정재희(1900년~?)
      - 사촌 8남매[1]

    - 백부 이경우
    - 부친 이충우(1907년~1982년)

  - 외조부 채상기(1879년~?)
  - 외조모 김안심
    - 모친 채태원(1909년~1965년)
      - 누나 이귀선(1930년~2010년)
      - 형부 김일용
      - 본인 이상은(1933년~)
      - 부인 박청자
        - 아들 이동형(1964년~)

      - 동생 이상득(1935년~2024년)
      - 제수 최신자(1941년~)
        - 조카 3명

      - 동생 이귀애(1938년~1950년)
      - 동생 이명박(1941년~)
      - 제수 김윤옥(1947년~)
        - 조카 이주연(1971년~)
        - 조카 이승연(1973년~)
        - 조카 이수연(1975년~)
        - 조카 이시형(1978년~)

      - 동생 이상필(1943년~1950년)
      - 동생 이윤진(1946년~)
      - 매부 김진